# Boris Stiepancew
Boris Pawłowicz Stiepancew (ros. Бори́с Па́влович Степа́нцев, ur. 7 grudnia 1929, zm. 21 maja 1983) – radziecki reżyser filmów animowanych oraz animator. Zasłużony Działacz Sztuk RFSRR (1972).

## Wybrana filmografia

### Reżyser
- 1958: Piotruś i Czerwony Kapturek
- 1964: Kogut i farby
- 1965: Wowka w Trzydziewiętnym Carstwie
- 1966: Okno
- 1968: Małysz i Karlson
- 1970: Powrót Karlsona
- 1971: Skrzypce pioniera
- 1973: Dziadek do orzechów
- 1976: Mucha Złotobrzuszka

### Animator
- 1947: Wesoły ogródek
- 1948: Mistrz narciarski
- 1948: Szara szyjka
- 1949: Koncert Zosi
- 1949: Lew i zając
- 1949: Gęsi Baby-Jagi
- 1954: Kozioł-muzykant
- 1955: Niecodzienny mecz

## Nagrody na festiwalach filmowych
- 1959: Piotruś i Czerwony Kapturek – druga nagroda w sekcji filmów animowanych na Wszechzwiązkowym Festiwalu Filmowym w Kijowie (ZSRR)
- 1960: Piotruś i Czerwony Kapturek – „Wieniec Laurowy” dla najlepszego filmu dla dzieci na VII Międzynarodowym Festiwalu Filmów Animowanych w Annecy (Francja)
- 1960: Murziłka na sputnikie – pierwsza nagroda za najlepszy film dla dzieci na XXIII Międzynarodowym Festiwalu Filmowym w Karlowych Warach (CSSR),
- 1966: Okno – „Srebrny Pelikan” na I Międzynarodowym Festiwalu Filmów Animowanych w Mamaia (Rumunia),
- 1970: Małysz i Karlson – pierwsza nagroda w sekcji filmów animowanych na Wszechzwiązkowym Festiwalu Filmowym w Mińsku
- 1972: Serce – VI Międzynarodowy Festiwal Filmowy krajów socjalistycznych w ochronie zdrowia w Niszu (Jugosławia),
- 1973: Serce – V Międzynarodowy Festiwal Filmowy, poświęcony pracy Czerwonego Krzyża, w Warnie (Bułgaria)[1],
- 1974: Dziadek do orzechów – pierwsza nagroda „Pelaja del Oro” na Międzynarodowym Festiwalu Filmów Dziecięcych i Młodzieżowych w Gijón (Hiszpania)